# 范時捷
范時捷（？—1738年），字子上、敬存，漢軍鑲黃旗人。清朝開國元勳范文程之孫，一等精奇尼哈番范承斌之子。

## 生平
范時捷襲一等精奇尼哈番。曾歷任參領、廣東南雄副將、廣西潯州副將，康熙四十一年（1702年）任廣東韶州總兵。次年，調廣東瓊州總兵。康熙四十七年（1708年），調陝西寧夏總兵。康熙五十七年（1718年），署理甘肅提督。雍正元年（1723年）四月，任陝西巡撫。雍正三年（1725年），升任鑲白旗漢軍都統。在雍正的煽动之下，范时捷率先弹劾年羹尧侵吞脚价银40余万两。雍正五年（1727年），范時捷因曾受年羹堯案牽連而被革職，在侍衛上行走。雍正八年（1730年），范時捷被重新起用，授散秩大臣，總理陵寢事務。同年七月，其堂兄范時繹因獲罪被革職，范氏家族遂無一要員在朝，雍正帝於是命范時捷署理古北口提督。同年八月，改署陝西固原提督。次年，又署大通鎮總兵、陝西西寧總兵。乾隆二年（1737年），因病召還，授散秩大臣。次年去世。

## 家庭
其孫范建中，官至户部尚书、署正黄旗汉军都统、杭州将军。